# Maximilian-Leon Bettin
Maximilian-Leon Bettin (* 7. September 1994 in Mainz) ist ein deutscher Handballspieler, der zuletzt beim damaligen Handball-Drittligist HSG Bieberau/Modau unter Vertrag stand.

## Karriere
Bettin spielte in der C-Jugend beim TV Nieder-Olm in der höchsten Jugendliga und bei der HSG Rhein-Nahe Bingen in der A-Jugend-Bundesliga. Bis 2014 spielte er beim Drittligisten TV Groß-Umstadt. Zur Saison 2014/15 wechselte er zum damaligen Zweitligaaufsteiger TSV Bayer Dormagen. Für die Saison 16/17 erhielt er ein Zweitspielrecht für den Bergischen HC und wurde nach dessen Abstieg in die zweite Liga fest verpflichtet. Im Sommer 2019 schloss er sich dem Drittligisten HSG Bieberau/Modau an.
Mit der Jugend-Nationalmannschaft wurde Maximilian-Leon Bettin 2012 Europameister.